# Gibil
Gibil ist in der sumerischen Mythologie der Gott des Feuers. Gibil wird als Sohn von Anu und Ki, von Anu und Šala oder von Iškur und Šala gesehen. Sein Name wurde meist invertiert als dBIL.GI geschrieben.
Es besteht ein Synkretismus zu dem babylonischen Gott Girra. Der Name Gibil findet sich in dem babylonischen Weltschöpfungsmythos Enūma eliš unter den 50 Namen Marduks.